# John Goss (kompozytor)
Sir John Goss (ur. 27 grudnia 1800 w Fareham, zm. 10 maja 1880 w Londynie) – brytyjski kompozytor i organista.

## Życiorys
Był synem organisty Josepha Gossa, jako dziecko był chórzystą w Chapel Royal. Pobierał naukę muzyki u Johna Stafforda Smitha i Thomasa Attwooda. Przez krótki czas był członkiem chóru Covent Garden Theatre, następnie pełnił funkcję organisty w Stockwell Chapel oraz w kościele św. Łukasza w Chelsea. Od 1838 do 1872 roku był organistą katedry św. Pawła w Londynie. Od 1856 roku był zatrudniony jako kompozytor w Chapel Royal. W 1872 roku otrzymał tytuł szlachecki. Doktor honoris causa Cambridge University (1876).
Od 1827 roku wykładał w Royal Academy of Music, do grona jego uczniów należeli m.in. Frederick Bridge, Arthur Sullivan i Frederic Hymen Cowen.
Tworzył głównie muzykę kościelną. Był autorem licznych services, anthemów i psalmów, pisał też muzykę instrumentalną. Opublikował pracę An Introduction to Harmony and Thorough-bass (Londyn 1833). Wydał także zbiory Parochial Harmony (1826–1827), Chants, Ancient and Modern (1841) oraz wspólnie z Williamem Mercerem Church Psalter and Hymnbook (1855).